# Acabanga
Acabanga är ett släkte av skalbaggar som ingår i familjen långhorningar.

## Arter
- Acabanga nigrohumeralis
- Acabanga pinima